# Vol Iran Aseman Airlines 3704
Le 18 février 2018, un ATR 72 assurant le vol Iran Aseman Airlines 3704, en provenance de l'aéroport de Téhéran-Mehrabad et à destination de l'aéroport de Yasuj (en), en Iran, s'est écrasé dans le massif de Dena, dans la province d'Ispahan, une région montagneuse située au centre du pays, près de la ville de Semirom. Les 60 passagers et 6 membres d’équipage présents à bord ont tous été tuées dans le crash.
Selon le rapport préliminaire, publié le 18 février 2019 par l'Organisation de l'aviation civile iranienne (en) (CAO), l'accident a été causé par de multiples facteurs, l'erreur du pilote étant considérée comme la cause principale. L'enquête a démontré que l'équipage a décidé de continuer le vol vers Yasuj malgré la détérioration des conditions météorologiques dans la région. Lors de l'approche, l'équipage a choisi de descendre en dessous de l'altitude minimale. Les mauvaises conditions météo a finalement provoqué le décrochage de l'avion. L'équipage n'a pas réussi à sortir l'avion du décrochage, qui s'est écrasé contre la montagne.
Cet accident a mis en évidence le danger des ondes orographiques et le manque de sensibilisation de l'industrie aéronautique à ce problème. Le CAO iranien a publié plusieurs recommandations à l'Organisation de l'aviation civile internationale (OACI) et à l'Agence européenne de la sécurité aérienne (AESA) pour faire face au danger qu'une onde orographique peut représenter pour la sécurité d'un vol. Par la suite, l'accident a également conduit à des changements dans les programmes de formation météorologique pour les avions de ligne en Iran.

## Avion
L'appareil impliqué était un ATR-72-212, un bi-turbopropulseur âgé de 25 ans, immatriculé EP-ATS (numéro de série 391) et livré neuf à Iran Aseman Airlines en 1993. Aucun incident grave n'a été signalé pendant la durée de service de cet avion auprès de la compagnie aérienne.
Au moment de l'accident, la compagnie aérienne disposait de six ATR 72 dans sa flotte d'avion, dont trois étaient en service.

## Passagers et équipage
Il a été initialement rapporté que 59 passagers et six membres d'équipage étaient présents à bord. Il a été révélé plus tard qu'il y avait 60 passagers et six membres d'équipage à bord. Le manifeste de vol comprenait 65 adultes et 1 enfant. Il y avait 60 passagers, 2 agents de sécurité, 2 agents de bord et 2 membres d'équipage.
Le commandant de bord a été identifié comme étant Hojatollah Foolad (62 ans). Il cumulé plus de 17 000 heures de vol à son actif, dont 12 000 heures sur ATR 72. Il avait également opéré en Inde entre 2002 et 2007, avant de revenir en service chez Iran Aseman Airlines. Il avait effectué au moins 2 vols vers Yasuj au cours des 3 mois précédents l'accident.
Le copilote a été identifié comme étant Kaveh Khalili (36 ans), qui totalise environ 1 800 heures de vol au moment de l'accident, dont 197 heures sur ce type d'avion.

## Accident
Le vol 3704 était un vol intérieur régulier de passagers entre l'aéroport de Téhéran-Mehrabad, l'aéroport principal de la capitale iranienne, et l'aéroport de Yasuj (en), situé dans le sud-ouest du pays. Le vol devait durer environ 50 minutes. Il a décollé de Téhéran, avec 60 passagers et 6 membres d'équipage, vers 04h35 UTC.
À 05h49, alors que le vol 3704 était en approche de Yasuj, l'équipage a demandé des informations sur les conditions météorologiques. La tour de contrôle a ensuite informé le vol 3704 des conditions météorologiques et a mentionné que la trajectoire d'approche finale était libre, sans trafic à signaler. L'équipage a ensuite été autorisé à descendre au niveau de vol FL170 (17 000 pieds, 5 181 m) par le contrôle aérien de Téhéran, qui a ensuite transféré la gestion du vol à celui de Yasuj à 05h53.
L'équipage a ensuite déclaré qu'il poursuivrait l'approche au niveau de vol FL150 (15 000 pieds, 4572 m). À 05h55, l'équipage a signalé qu'il se trouvait à 40 km de son aéroport de destination. La tour de contrôle a alors informé les pilotes des conditions météo actualisées à Yasuj, indiquant que les nuages se déplaçaient lentement vers le sud. Quatre minutes plus tard, elle a de nouveau contacté l'avion, et l'équipage a alors répondu qu'il n'avait pas reçu le signal du DME sur son système de navigation. L'équipage a ensuite vérifié à nouveau les conditions météorologiques dans la région.
À 06h04, la tour de contrôle de Yasuj a perdu le contact avec le vol 3704. Plusieurs tentatives ont alors été faites pour rétablir la communication avec l'avion, mais elles ont toute échoué. Le dernier signal radar de l'avion a été reçu juste avant 05h56, indiquant qu'il descendait à une altitude de 16 975 pieds (5 174 m).

## Opérations de recherche

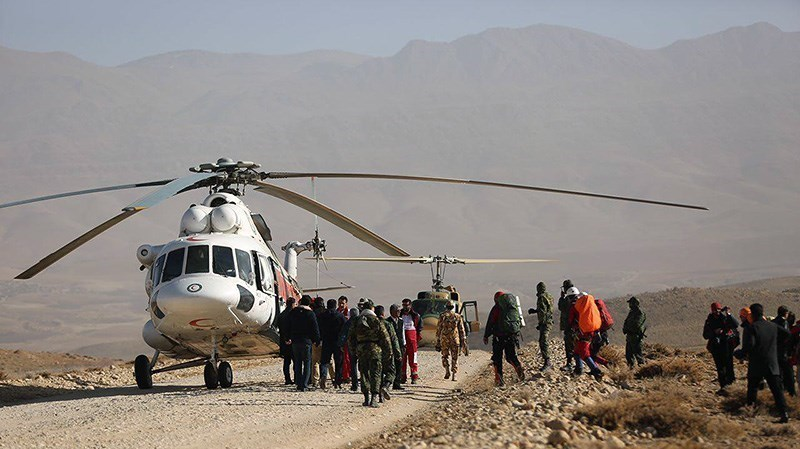
Plusieurs hélicoptères déployés pour rechercher l'avion disparu.

Les habitants locaux ont rapporté avoir entendu l'avion percuter la montagne. Les autorités iraniennes des provinces voisines de Shiraz et d'Ispahan ont déployé deux de leurs hélicoptères sur le lieu du crash. Au total, une douzaine d'équipes de recherche et sauvetage ont été dépêchées dans le massif de Dena, mais en raison de l'épais brouillard présent sur la montagne, les hélicoptères de sauvetage n'ont pas pu atteindre le lieu du crash, situé dans les monts Zagros.
Le 20 février, deux hélicoptères de la Force aérienne du Corps des gardiens de la révolution islamique ont aperçu l'épave de l'appareil au sud de Noqol (en), à environ 100 pieds (30 m) sous le sommet de la montagne, à une altitude d'environ 13 000 pieds (4 000 m). Un autre hélicoptère militaire a aperçu l'épave et a localisé le lieu du crash. L'avion a été en grande partie détruit, une grande partie du cône de queue et de l'empennage, y compris la dérive verticale et la gouverne de direction, ont été retrouvés sur place. De nombreux corps ont été également vus éparpillés autour de l'épave. Aucun survivant n'a été aperçu sur le lieu du crash ; les 66 passagers et membres d'équipage à bord sont tous morts sur le coup.
Les hélicoptères n'ayant pas pu atterrir sur le lieu du crash, la récupération des victimes a donc dû se faire à pied. Les autorités ont déclaré que les corps des victimes devaient être transportés sur le dos des sauveteurs jusqu'au pied de la montagne. Le chef des services d'urgence a déclaré que la récupération des victimes serait difficile, en raison des conditions météorologiques défavorables. Au 21 février, au moins 32 corps avaient été récupérés sur le lieu du crash.
Le 3 mars, les autorités iraniennes ont annoncé avoir retrouvé les deux enregistreurs de vol parmi les débris de l'appareil.

## Enquête

Schéma représentant l'altitude à laquelle se trouvait le vol 3704, depuis le décollage jusqu'au crash.

L'Organisation de l'aviation civile iranienne (en) (CAO) a enquêté sur les causes du crash. Le Bureau d'enquêtes et d'analyses pour la sécurité de l'aviation civile (BEA) français a également envoyé un délégations de 7 de ses membres pour enquêter sur l'accident. Le fabricant de l'avion, ATR, a envoyé une équipe de 4 personne en Iran pour participer à l'enquête.

La CAO a publié un rapport intermédiaire le 18 février 2019, contenant les éléments suivants :

« L'accident du vol 3704 est survenu en raison de plusieurs causes différentes, mais le facteur humain a joué un rôle majeur dans la catastrophe. Les différentes actions de l'équipage, qui ont créé des conditions dangereuses pour la sécurité du vol, est considérée comme étant la cause principale du crash. Sur la base des preuves obtenues, les erreurs de l'équipage étaient les suivantes :
- Poursuite de l'approche pour atterrir à l'aéroport de Yasuj allant contre le manuel d'exploitation de la compagnie, en raison du plafond nuageux à basse altitude et de la masse nuageuse associée. Ils devait alors se dérouter immédiatement vers un autre aéroport.
- Descente à une altitude non autorisée, en dessous du minimum requis pour l'approche et de l'altitude minimale de sécurité.
- Gestion des ressources de l'équipage (CRM) insuffisante pendant le vol.
- Échec de la récupération complète du décrochage de l'avion.
- Utilisation inappropriée du pilote automatique après le décrochage.
- Anticipation insuffisante des conditions météo selon le manuel d'exploitation.
- Action rapide pour désactiver le système anti-givrage et gérer l'angle d'attaque de l'appareil.
- Non-respect des listes de vérifications et des appels standards par les deux pilotes. »

L'enquête a également révélé que, bien que les ondes orographiques provoque rarement des accidents d'avion, il est rarement, voire jamais, évoqué auprès des pilotes. De nombreux pilotes ne sont pas conscients de la dangerosité de ce phénomène, et les différents manuels de vol ne les informent pas suffisamment sur le sujet.
La CAO a émis 28 recommandations à la suite de l'accident. Parmi ces recommandations, on trouve :
- L’OACI devrait inclure le danger que représente les ondes orographiques dans chaque manuel de vol, et devrait également s’assurer que la récupération des pièces aéronautiques essentielles ne soit pas affectée par un embargo économique.
- L'AESA devrait réviser la procédure de sortie de décrochage sur l'ATR 72.
- Le CAO iranien devrait élaborer un programme de recherche et de sauvetage aérien pour assurer une meilleure coordination avec les opérations de recherche et de sauvetage.
- Chaque avion de ligne opérant en Iran devrait inclure un programme de formation qui aborde les dangers des ondes orographiques.

Le 24 mai 2021, le rapport final a été publié sur le site Web de la CAO, qui est en substance identique au rapport intermédiaire, à l'exception d'un ajout de commentaires du BEA et de conclusions légèrement reformulées.